# María Osorio y Pimentel
María Osorio y Pimentel (Madrid, 1490-Nápoles, octubre de 1539) fue una noble castellana, II marquesa de Villafranca del Bierzo y II condesa de Peña Ramiro por nacimiento y esposa de Pedro de Toledo o Pedro Álvarez de Toledo y Zúñiga, virrey de Nápoles. 

## Biografía
María Osorio Pimentel nació en 1490, hija de Luis Pimentel y Pacheco y Juana Osorio y Bazán, I marquesa de Villafranca del Bierzo. Sólo un año después —el 5 de agosto de 1491— la marquesa fallecía en Mayorga, cuando aun no había cumplido los veinte años, dejando en su testamento como heredera universal de su patrimonio a la niña, que quedó bajo la tutela de Luis hasta su mayoría de edad. Luis nombró como ayos de la niña al matrimonio conformado por Juan de Briceño y Pimentel, natural de Arévalo, señor de Villaquejida y su esposa Beatriz de la Torre.  
La pequeña María no tardó en quedar huérfana también de padre. El 27 de noviembre de 1497, cuando se hallaba en Alcalá de Henares, Luis Pimentel falleció a consecuencia de una caída desde una terraza, dejando como tutor de su hija de siete años a su padre, el conde de Benavente, y, en su defecto, a su hermano y heredero de este último título, Alonso. La herencia no consolidada de una niña menor de edad se complicó cuando, en 1499, murió su abuelo Rodrigo Alonso.
Huérfana y apenas una niña, necesitaba un apoyo fuerte para hacer valer sus derechos sobre su señorío, envuelto en una complicada crisis sucesoria. En 1501 Fadrique Álvarez de Toledo logró formalizar el compromiso entre su segundo hijo, Pedro Álvarez de Toledo y María. Las capitulaciones matrimoniales fueron selladas entre el duque de Alba y la abuela paterna de la novia, María Pacheco, el 30 de enero de 1503 y la boda se celebró en Alba de Tormes el 8 de agosto de ese mismo año.
El matrimonio tuvo siete hijos:
- Fadrique Álvarez de Toledo Osorio (1510-1569), III marqués de Villafranca del Bierzo y III conde de Peña Ramiro, casado con Inés Pimentel Osorio, sin descendencia;
- García Álvarez de Toledo Osorio (1514-1577), IV marqués de Villafranca del Bierzo, IV conde de Peña Ramiro, I duque de Fernandina y I príncipe de Montalbán;
- Leonor Álvarez de Toledo (1522-1562), casada con Cosme I de Médici, II duque de Florencia y I Gran duque de Toscana;
- Ana Álvarez de Toledo Osorio (c.1510-antes de 1550), casada en primeras nupcias con Álvaro Lope de Moscoso Osorio, IV conde de Altamira;[3] y posteriormente con Álvaro de Mendoza.
- Juana de Toledo, esposa de Hernando Jiménez de Urrea y Manrique de Lara, hijo del II conde de Aranda;[4]
- Isabel Álvarez de Toledo Osorio, casada con Gian Battista Spinelli, III duque de Castrovillari;
- Luis Álvarez de Toledo Osorio (¿?-1597),  caballero de la Orden de Santiago y comendador militar del valle de Ricote.

Pedro, leal al rey Carlos V, fue nombrado virrey de Nápoles por el emperador, y en 1532 tomó posesión del virreinato. Su mujer María, sin embargo, entró en la ciudad dos años más tarde, en 1534, junto con sus hijos. Ella y su marido recibieron en 1535 el emperador en Nápoles durante su estancia oficial.
María murió unos meses después de llevarse a cabo el matrimonio de su hija Leonor y Cosme I de Medici, el II duque de Florencia  y futuro I Gran duque de Toscana. La virreina fue enterrada en Nápoles, en la Pontificia Real Basílica de Santiago de los Españoles, donde don Pedro había comenzado la construcción de una tumba monumental, cuya elaboración fue confiada a Giovanni da Nola.
Su marido, sin embargo, murió en Florencia y fue enterrado en la Catedral de Santa María del Fiore. Un año antes de su muerte Pedro se había casado con Vincenza Spinelli, hija del Duque de Castrovillari y viuda de Caracciolo de Aragón, señor de Pisciotta.